# 我爷爷老丘
《我爷爷老丘》是由中国儿童文学家余丽琼撰文，美籍华裔插画家杨志成绘图的一本原创绘本，2024年4月由少年儿童出版社初版。90多岁的杨志成在该书出版前去世，这本书成为他的最后作品。该书以孙女的视角，以一串护身符为线索，描绘了爷爷老丘的一生。亲情、离别、病痛等主题在书中得到展现，传达出“爱是超越记忆的存在”这一信念。

## 情节
老丘幼年时，随母亲躲避战乱，某日二人在混乱的火车站被人群冲散，母亲将一枚红线护身符塞入他手里，叮咛他“好好活着”。之后老丘被送进了孤儿院。
成年后，老丘成为渔民。他曾独自与鲨鱼搏斗，摆脱鱼群的围攻；也曾潜入深海以搭救渔民，与巨型章鱼周旋，斩断触腕逃生。大家尊他为“渔王”。在这些传奇经历中，护身符他始终贴身携带。
老丘步入老年，患上了阿尔茨海默症。他时而误将孙女当做母亲，时而对空气嘟囔“护身符丢了”；半夜翻箱倒柜寻找护身符，虽然它正挂在自己颈上。一次发病时他将护身符甩进垃圾桶，清醒后又因丢失护身符发狂，直到孙女从垃圾堆中寻回。他紧握护身符喃喃“妈妈在等我”。随着病情越来越重：他将餐桌上的鱼当作鲨鱼，拿筷子作鱼叉；以为窗帘的褶皱是海浪，反复嚷嚷“章鱼要来了”。老照片、渔具等物品也无法帮他重整破碎的记忆。只是，他总在深夜抚摸护身符，向虚空说话，仿佛母亲的音容尚在空气之中。
一个冬日，老丘手握护身符离开人世。孙女将这枚护身符戴在了自己项间。

## 风格
该书采用第一人称叙事，以孙女为视角。书中并行的有两条时间线，一条是现实线，描写老丘记忆渐渐消逝的历程。另一条是回忆线，通过老物件（渔具、护身符）和孙女对爷爷叙述的拼凑，逐步展开老丘的完整人生。在叙事中，注重蒙太奇手法和适当的留白，比如火车站母子失散的情节，仅以铅笔素描的混乱人潮与褪色护身符的特写呈现，激发读者的联想。
护身符是书中的中心意象，是老丘童年苦难的见证，也是他对母爱的执着的载体，在推动情节和表现主题上起到重要作用。鲨鱼、章鱼等以剪纸拼贴的方法表现，彰显了老丘青年时代的英勇，与他年迈后的混乱形成了鲜明反差。
杨志成在书中融合了多种媒材。他用铅笔素描刻画战乱场面，传递历史感。章鱼触腕则以剪纸表现层次感，提升了戏剧张力。老年场景则是以朦胧的粉彩绘制，暗示模糊的记忆。在色彩上，童年场景主要是暖色调，老年场景则变为灰蓝色，表现记忆褪色和情感沉淀。